# Chiesa della Beata Vergine Maria del Rosario (Melissano)
La chiesa della Beata Vergine Maria del Rosario è la parrocchiale di Melissano, in provincia di Lecce e diocesi di Nardò-Gallipoli; fa parte della forania Santa Maria, Madre della Chiesa.

## Storia
Alla fine del XIX secolo l'antica chiesa, angusta e di piccole dimensioni, era ormai insufficiente a soddisfare le esigenze dei fedeli, tanto che nel 1877 l'allora parroco don Vito Corvaglia inviò una missiva a papa Pio IX pregando il pontefice di interessarsi alla realizzazione di un nuovo luogo di culto.
Alcuni anni dopo, nel 1885, i lavori poterono iniziare su progetto dell'ingegnere leccese Ferdinando Campasena; la chiesa venne inaugurata l'8 febbraio 1902 alla presenza del vescovo di Nardò Giuseppe Ricciardi.
Nel 1931 si provvide a realizzare le decorazioni del transetto del presbiterio, mentre nel decennio successivo vennero eseguiti i dipinti delle navate minori.
Tra il 1977 e il 1980 la parrocchiale fu adeguata alle norme postconciliari mediante l'aggiunta dell'altare rivolto verso l'assemblea e dell'ambone, poi sostituiti nel 2001 da nuovi arredi sacri.

## Descrizione

### Esterno
La facciata a capanna della chiesa, rivolta a occidente, è suddivisa da una cornice marcapiano in due registri, entrambi scanditi da lesene che li tripartiscono; l'ordine inferiore presenta i tre portali d'ingresso lunettati, mentre quello superiore, coronato dal timpano triangolare, è caratterizzato da una finestra centrale e da due nicchie laterali.
Annesso alla parrocchiale è il campanile a pianta quadrata, la cui cella, di forma ottagonale, presenta quattro monofore ed è coronata dal tetto a otto falde.

### Interno
L'interno dell'edificio è suddiviso in tre navate da pilastri sorreggenti degli archi a tutto sesto e abbelliti da lesene con capitelli corinzi, sopra i quali corre la cornice modanata e aggettante su cui si impostano le volte a stella; al termine dell'aula si sviluppa il presbiterio, rialzato di alcuni gradini, ospitante l'altare maggiore e chiuso dall'abside di forma quadrangolare.
Qui sono conservate diverse opere di pregio, tra le quali la statua con soggetto Sant'Antonio di Padova, intagliata nel Settecento, l'altare maggiore, costruito da Ferdinando Hubert nel 1897, le due tele raffiguranti rispettivamente Sant'Antonio di Padova e la Madonna del Rosario, eseguite da Luigi Scorrano, l'affresco con soggetto il Volto di Gesù coronato di spine, dipinto nel 1943 da Leonida Cortese, e il gruppo della Madonna del Rosario di Pompei, realizzato nel 1906 da Giuseppe Manzo.